# Parti Québécois
Il Parti Québécois (Partito quebecchese) o PQ è un partito politico nazionalista che rivendica la sovranità nazionale per la provincia canadese del Québec. Nel paesaggio politico provinciale difende delle politiche socialdemocratiche e gode tradizionalmente del sostegno dei sindacati senza intrattenere legami formali con nessuno di essi. Dal 1976, anno della prima vittoria elettorale, rappresenta con il Partito Liberale del Québec una delle due principali forze politiche della provincia. I membri e i militanti del PQ sono spesso chiamati péquistes.

## Storia
Il Parti Québécois nasce nel 1968 dalla fusione del Movimento Sovranità-associazione (Mouvement souveraineté association) fondato da René Lévesque e dal Raduno nazionale (Ralliement national) di Gilles Grégoire. Gli obiettivi principali del PQ sono l'indipendenza politica, economica e sociale della provincia del Quebec.
Alle elezioni generali del 1976 il partito ottiene la maggioranza all'Assemblea nazionale (parlamento provinciale) e quindi l'incarico di formare un governo. La vittoria è accolta con gioia da parte di molti quebecchesi di lingua francese. Allo stesso tempo si registra un'accelerazione della migrazione verso altre province da parte di una parte consistente della popolazione di madrelingua inglese, in parte grazie alla vitalità economica della città di Toronto.
Il primo governo retto dal PQ riconobbe il diritto di autodeterminazione alle popolazioni autoctone del Quebec, a condizione che l'integrità territoriale della provincia non venisse messa in discussione. Tuttavia, è l'adozione della Carta della lingua francese (Charte de la langue française) - meglio conosciuta come legge 101 (loi 101) - che fa passare il primo governo Lévesque alla Storia. La legge prevede una serie disposizioni finalizzate ad assicurare al francese la funzione di unica lingua ufficiale nella provincia. Infatti, all'epoca la popolazione quebecchese era composta all'85% da persone di madrelingua francese che disponevano di una modesta conoscenza dell'inglese. Tuttavia, i maggiori gruppi imprenditoriali della provincia utilizzavano esclusivamente l'inglese come lingua di lavoro. Il principale obiettivo della legge era di assicurare alla popolazione francofona di raggiungere delle funzioni di responsabilità senza dovere rinunciare all'uso della propria lingua madre. Le principali critiche contro la legge riguardano la restrizione dell'iscrizione alle scuole pubbliche di lingua inglese ai figli di persone che hanno a loro volta frequentato istituti pubblici anglofoni nella provincia, escludendone quindi i figli di immigrati e i cittadini canadesi francofoni. Le comunità non francofone di Montréal, tra cui si distinse soprattutto l'importante comunità italiana, accolsero quindi la legge con grande delusione: la legge obbligava le nuove generazioni di immigrati a rinunciare ad un'istruzione in inglese, che oramai stava diventando la lingua d'uso di tutte le comunità ad eccezione dei francofoni.
Il partito è stato rieletto nel 1981, ma sconfitto nel 1985.
Nel 1980 il governo del PQ promosse un referendum per ottenere il mandato di negoziare l'indipendenza della provincia. La proposta fu rifiutata da più del 60% degli elettori. La sconfitta non si tradusse tuttavia con l'abbandono delle rivendicazioni indipendentiste: nel 1982 il governo Lévesque infatti si rifiutò di ratificare la nuova Costituzione del Canada. In seguito al fallimento degli accordi di Meech Lake e Charlottetown, promossi per risolvere la questione aperta delle relazioni tra la provincia e la federazione, il PQ, ritornato nel frattempo al governo nel 1994, ripropone nel 1995 un secondo referendum. La proposta di accedere alla sovranità nazionale fu tuttavia rifiutata una seconda volta, in questo caso con uno scarto di meno dell'1%. Nella notte della sconfitta, il primo ministro della provincia e leader del PQ Jacques Parizeau accusò "il denaro e il voto etnico" (l'argent puis du vote ethnique) di essere la causa della sconfitta degli indipendentisti nel referendum, e rassegnò le dimissioni il giorno successivo, lasciandosi alle spalle numerose polemiche relativamente alle sue dichiarazioni.
La guida del governo fu successivamente assunta da Lucien Bouchard, popolare ex-ministro conservatore progressista del Governo canadese, che aveva abbracciato la causa secessionista fondando il Bloc Québécois in seguito al fallimento degli accordi del lago Meech. Il governo Bouchard si distinse per la gestione rigorosa delle finanze pubbliche caratterizzata da tagli alle spese. Dopo avere formato un secondo governo in seguito alle elezioni del 1998, Lucien Bouchard fu costretto a lasciare la guida del governo per motivi di salute nel 2001. Il suo successore, Bernard Landry, non riuscì tuttavia a confermare il partito al governo dopo le elezioni del 2003 vinte dai liberali, ed abbandonò la guida del PQ nel giugno del 2005.
Nel novembre 2005 il partito passò alla guida di André Boisclair. Alle elezioni provinciali del 2007, nelle quali il PQ svolse una campagna caratterizzata da un'impronta più marcatamente secessionista, il partito ottenne risultati piuttosto deludenti, col 28% dei voti e 36 seggi, piazzandosi alle spalle sia dei liberali in carica sia dell'Azione Democratica del Québec di centro-destra (francofono, ma in opposizione a una politica secessionista) e non riuscendo neppure a confermarsi come principale opposizione provinciale. L'8 maggio 2007, Boisclair infine annunciò le dimissioni dalla guida del partito. Quattro giorni dopo, il 12 maggio il capo del Blocco del Québec Gilles Duceppe annunciò la sua intenzione di correre per la leadership del PQ, per poi ritirare la propria candidatura il giorno successivo e annunciando il suo pubblico supporto nei confronti di Pauline Marois, piazzatasi seconda alle spalle di Boisclair nel congresso del 2005. Marois è poi stata eletta capopartito.
Marois mantenne la guida del PQ per sette anni in un periodo di accese lotte interne per la direzione ideologica del partito e per il ruolo di vertice, motivo per cui la stampa la soprannominò «dame de béton» ("donna di cemento").
Alle elezioni anticipate del 2008 il PQ recuperò seggi, tornando a secondo partito e formando l'opposizione ufficiale.
Nel 2012 il partito vinse le elezioni, formando il governo con Pauline Marois come Premier. Fu la prima donna a capo di un governo quebecchese.
Il governo Marois attuò politiche mirate a rafforzare la lingua francese nella provincia e promuovere l'assimilazione culturale degli immigrati, e propose una «Carta dei valori» del Québec. L'esecutivo riappacificò le proteste studentesche abrogando gli aumenti alle rette decise dal precedente governo di Jean Charest. L'amministrazione fu inoltre colpita dall'incidente ferroviario di Lac-Mégantic.
Le politiche più complesse e dibattute, tra cui la proposta della Carta dei valori, non andarono in porto in quanto il governo ebbe vita relativamente breve: le elezioni del 2014 elessero il Partito Liberale.

## Relazioni con il Blocco del Québec
Il Bloc Québécois o Blocco del Québec è un partito canadese presente a livello federale fondato nel 1990 dall'ex ministro conservatore Lucien Bouchard, successivamente leader del PQ. Entrambi i partiti propugnano l'indipendentismo del Québec e mantengono forti legami, ma dispongono di strutture formalmente separate.

## Leader
- René Lévesque (1968-1985) (primo ministro 1976-1985)
- Pierre-Marc Johnson (1985-1987) (primo ministro 1985)
- Jacques Parizeau (1987-1996) (primo ministro 1994-1996)
- Lucien Bouchard (1996-2001) (primo ministro 1996-2001)
- Bernard Landry (2001-2005) (primo ministro 2001-2003)
- Louise Harel (2005) (interim)
- André Boisclair (2005-2007)
- François Gendron (2007) (interim)
- Pauline Marois (2007-2014) (primo ministro 2012-2014)
- Pierre Karl Péladeau (2015-2016)
- Jean-François Lisée (2016-2018)
- Pascal Bérubé (2018-2020) (interim)
- Paul St-Pierre Plamondon (dal 2020)

## Risultati alle elezioni
| Elezioni | Numero candidati | Numero seggi ottenuti | % dei voti espressi |
| -------- | ---------------- | --------------------- | ------------------- |
| 1970     | 108              | 7                     | 23.06%              |
| 1973     | 110              | 6                     | 30.22%              |
| 1976     | 110              | 71                    | 41.37%              |
| 1981     | 122              | 80                    | 49.26%              |
| 1985     | 122              | 26                    | 38.69%              |
| 1989     | 125              | 29                    | 40.16%              |
| 1994     | 125              | 77                    | 44.75%              |
| 1998     | 124              | 76                    | 42.87%              |
| 2003     | 125              | 45                    | 33.24%              |
| 2007     | 125              | 37                    | 28.33%              |
| 2008     | 125              | 51                    | 35.2%               |
| 2012     | 125              | 54                    | 32%                 |
| 2014     | 125              | 30                    | 25.4%               |
| 2018     | 125              | 10                    | 17.1%               |